# Stagetillus semiostrinus
Stagetillus semiostrinus là một loài nhện trong họ Salticidae.
Loài này thuộc chi Stagetillus. Stagetillus semiostrinus được Eugène Simon miêu tả năm 1901.